# Liszt Ferenc tér
A Liszt Ferenc tér Budapest VI. kerületében található.

## Fekvése
Határai: Andrássy út 45., Paulay Ede utca 60., Király utca 62. és 64., Dohnányi Ernő utca 1. és 2., Andrássy út 47.

## Története

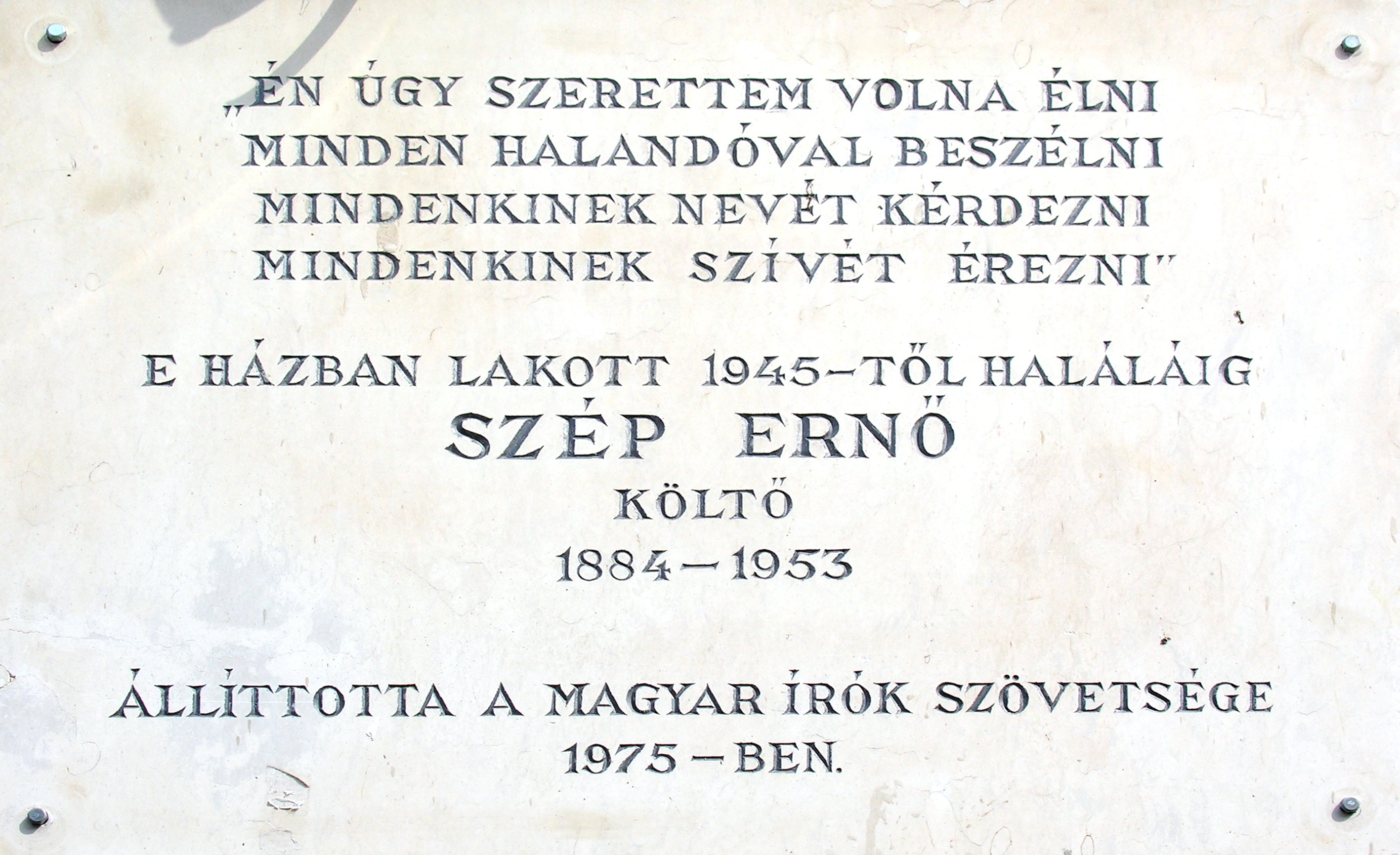
Szép Ernő magyar költő és író emléktáblája, Liszt Ferenc tér 11.

Korábbi nevei: 1785-től Fabriekengasse, 1850-től Gyár utca, 1907-től Liszt Ferenc tér.
A 19. század utolsó harmadában parcellázott, beépítetlen terület volt, csak a nyugati oldalán állt egy épület, keleti oldalát a Gyár utca (ma Jókai utca) határolta. Környéke sem alakult még ki ekkor, a Kertész utca csak a Dob utcáig terjedt. Nevét 1907-ben kapta, az ekkor megnyitott Liszt Ferenc Zeneművészeti Főiskola miatt nevezték el a Gyár utcának ezt a részét a zeneszerzőről.
A Liszt Ferenc-tér 11-ben lakott Szép Ernő magyar költő és író.
A tér Andrássy út felőli oldalán Ady Endre szobra áll, Csorba Géza alkotása 1960-ból. A tér közepén névadója, Liszt Ferenc emlékműve látható, mely Marton László szobrászművész, Finta József építész és ifj. Szlávics László iparművész 1986-ban készült alkotása.
A tér ma sűrűn cserélődő teraszos vendéglátóhelyeiről ismert és népszerű, karácsony előtt kirakodóvásárt rendeznek itt.

## Jelentősebb épületei
A fásított tér és a Király utca sarkán áll a Liszt Ferenc Zeneművészeti Egyetem eklektikus-szecessziós épülete. A tér legrégibb épülete a 7. számú: kétemeletes saroklakóház késő klasszicista stílusban épült 1860-ban Zofahl Lőrinc tervei alapján, egy régebbi földszintes ház maradványainak felhasználásával.